# José Villegas Tavares
José Efrén Villegas Tavares (20 de junio de 1934 - 24 de diciembre de 2021), conocido como El Jamaicón Villegas, fue un futbolista mexicano que jugó para el Club Deportivo Guadalajara en los años 50s y 60s. Se desempeñaba como defensa lateral izquierdo, y sus actuaciones lo llevaron a la selección de su país y a participar en los mundiales de Suecia 1958 y Chile 1962. Fue, junto con Sabás Ponce, el único miembro del Campeonísimo que obtuvo 8 torneos de liga en su carrera.
Como defensor lateral izquierdo era impasable y se enfrentó ante grandes jugadores a los que impidió el paso. El caso más memorable fue el marcaje realizado a Manuel Francisco Dos Santos Garrincha, jugando para el Botafogo.[cita requerida]

## Biografía

### Inicios
Nació en el pueblo de La Experiencia, Jalisco y, como muchos, fue obrero de la industria textilera. Lo llamaron "Jamaicón" desde pequeño, debido a que lloraba mucho. Empezó su carrera en el fútbol jugando para el Club Imperio, y en 1949 y 1951 fue seleccionado juvenil por Jalisco. En la segunda vez, jugaron la final por el Campeonato Nacional en la ciudad de León.[cita requerida]
Después de iniciarse con el Imperio, pasó a jugar con el Club La Piedad en la temporada 1952-53, equipo donde solo duró seis meses debido a que no recibía pagos, y su último partido fue contra el Club Guadalajara. El equipo de La Piedad le prometió 600 pesos mensuales, nunca le pagaron, y para poder comer vendía fotos que Salvador Avilán tomaba en bautizos, bodas y todo tipo de eventos sociales.
Regresó a La Experiencia en 1953, y comenzó a laborar en la fábrica de telares que estaba a unos cuantos metros de su casa, ocupándose en tejer y más tarde en cargar los productos que necesitaba esta industria. A los tres meses llegaron directivos del Guadalajara para ver si quería jugar con ellos, y empezó a ganar 250 pesos. Se enroló entonces en las filas del Club Deportivo Guadalajara, en el que permanecería 20 años y donde lograría todas sus glorias, entre ellas ocho campeonatos de liga. Por renovación del plantel patrocinada por los directivos de las Chivas, fue sustituido por Juan Manuel Chavarría, que había sido comprado  a los Diablos Blancos de Torreón para la temporada 1971-1972, lo cual originó su retiro del futbol. Tuvo el honor de ser convocado a la Selección de fútbol de México vistiendo la verde en 28 ocasiones. Asistió a dos mundiales, a unos juegos panamericanos y a 13 eliminatorias mundialistas. Posteriormente, fue director técnico de los Loros de la Universidad de Colima.

## Clubes
| Club                       | País   | Año         |
| -------------------------- | ------ | ----------- |
| Club Deportivo Imperio     | México | 1949 - 1951 |
| Reboceros de La Piedad     | México | 1951 - 1952 |
| Club Deportivo Guadalajara | México | 1952 - 1972 |

## Participaciones en Copas del Mundo
| Mundial                        | Sede   | Resultado    |
| ------------------------------ | ------ | ------------ |
| Copa Mundial de Fútbol de 1958 | Suecia | Primera fase |
| Copa Mundial de Fútbol de 1962 | Chile  | Primera fase |

## Palmarés

### Campeonatos regionales
| Título                   | Club                       | País   | Año  |
| ------------------------ | -------------------------- | ------ | ---- |
| Copa de Oro de Occidente | Club Deportivo Guadalajara | México | 1954 |
| Copa de Oro de Occidente | Club Deportivo Guadalajara | México | 1955 |
| Copa de Oro de Occidente | Club Deportivo Guadalajara | México | 1956 |
| Copa de Oro de Occidente | Club Deportivo Guadalajara | México | 1960 |

### Campeonatos nacionales
| Título                     | Club                       | País   | Año     |
| -------------------------- | -------------------------- | ------ | ------- |
| Primera División de México | Club Deportivo Guadalajara | México | 1956-57 |
| Campeón de Campeones       | Club Deportivo Guadalajara | México | 1957    |
| Primera División de México | Club Deportivo Guadalajara | México | 1958-59 |
| Campeón de Campeones       | Club Deportivo Guadalajara | México | 1959    |
| Primera División de México | Club Deportivo Guadalajara | México | 1959-60 |
| Campeón de Campeones       | Club Deportivo Guadalajara | México | 1960    |
| Primera División de México | Club Deportivo Guadalajara | México | 1960-61 |
| Campeón de Campeones       | Club Deportivo Guadalajara | México | 1961    |
| Primera División de México | Club Deportivo Guadalajara | México | 1961-62 |
| Copa México                | Club Deportivo Guadalajara | México | 1962-63 |
| Primera División de México | Club Deportivo Guadalajara | México | 1963-64 |
| Campeón de Campeones       | Club Deportivo Guadalajara | México | 1964    |
| Primera División de México | Club Deportivo Guadalajara | México | 1964/65 |
| Campeón de Campeones       | Club Deportivo Guadalajara | México | 1965    |
| Primera División de México | Club Deportivo Guadalajara | México | 1969/70 |
| Copa México                | Club Deportivo Guadalajara | México | 1969-70 |
| Campeón de Campeones       | Club Deportivo Guadalajara | México | 1970    |

### Copas internacionales
| Título            | Club                       | País   | Año  |
| ----------------- | -------------------------- | ------ | ---- |
| Copa de Campeones | Club Deportivo Guadalajara | México | 1962 |

## Elsíndrome del Jamaicón
Existen muchas anécdotas que buscan ilustrar el bajo rendimiento del jugador, y en México se dice que alguien sufre el síndrome del Jamaicón cuando lo invade la nostalgia y no puede realizar adecuadamente sus tareas.
- Preparándose para el Mundial de Chile 1962 se decía que si el Jamaicón había vencido una y otra vez a Garrincha con las Chivas había suficiente defensa para el combinado mexicano. La Federación concertó una gira por Europa y con Ignacio Trelles al mando viajaron a Londres donde, disputando partidos de fogueo, Trelles decidió alinear al portero suplente Antonio "Piolín" Mota. Al comunicarle la alineación, Mota se preocupó mucho, pero Trelles lo tranquilizó, asegurándole que el Jamaicón estaría para apoyarlo. Ese partido fue una derrota por ocho goles ante la selección inglesa: ese día, Villegas no pudo contener al atacante inglés. Al ser entrevistado el Jamaicón por un periodista dijo: "que extrañaba a su mamacita, que llevaba días sin tomarse una birria y que la vida no era vida si no estaba en su tierra."[6]
- De acuerdo con Carlos Calderón, la escena se sitúa en Lisboa previo al Mundial de Suecia 1958, donde se ofreció una cena al equipo mexicano. Villegas abandonó la cena y al no aparecer, Trelles fue a buscarlo y lo encontró deambulando melancólico en los jardines del hotel y es donde se produce el siguiente diálogo: “¿José, ya cenaste, qué haces aquí afuera?”. El Jamaicón le respondió: “¿Cómo voy a cenar si tienen preparada una cena de rotos [de gustos elegantes, en el argot mexicano]. Yo lo que quiero son mis chalupas, unos buenos sopes y no esas porquerías que ni de México son”.[6]